# Selección femenina de baloncesto de Estonia
La Selección femenina de baloncesto de Estonia es un equipo formado por jugadoras de nacionalidad estonia que representa a Estonia en las competiciones internacionales organizadas por la Federación Internacional de Baloncesto (FIBA) o el Comité Olímpico Internacional (COI): los Juegos Olímpicos y Campeonato mundial de baloncesto especialmente.

## Resultados
Una vez independizado Estonia de la Unión Soviética, el equipo estonio empezó a competir en 1993, sin haberse clasificado para ninguna competición oficial.